# Nguyễn Huy Mạ
Nguyễn Huy Mạ (1955 – 23 tháng 12 năm 2018) là Thiếu tướng Công an nhân dân Việt Nam. Ông nguyên là Cục trưởng Cục Hồ sơ nghiệp vụ cảnh sát, Phó Cục trưởng Cục Cảnh sát Kinh tế, Tổng cục Cảnh sát Bộ Công an Việt Nam.

## Tiểu sử
Nguyễn Huy Mạ sinh năm 1955, quê quán tại xã Hàm Sơn, huyện Yên Phong, tỉnh Bắc Ninh.
Nguyễn Huy Mạ tốt nghiệp ngành Trinh sát của Học viện kinh tế.
Ông có học vị Tiến sĩ.
Nguyễn Huy Mạ từng công tác ở Phòng Hồ sơ nghiệp vụ, Công an tỉnh Long An.
Tháng 8 năm 2012, Nguyễn Huy Mạ là Đại tá, Cục trưởng Cục Hồ sơ nghiệp vụ cảnh sát (C53 – Bộ Công an).
Từ tháng 6 năm 2013 đến tháng 7 năm 2015, Nguyễn Huy Mạ là Thiếu tướng, Cục trưởng Cục Hồ sơ nghiệp vụ cảnh sát (C53 – Bộ Công an).
Theo lời Nguyễn Huy Mạ thì ông từng trực tiếp tham gia các chuyên án Lê Văn Luyện ở Bắc Giang, ban chuyên án vụ thảm sát 6 người tại Bình Phước.
Nguyễn Huy Mạ là một trong các Cố vấn cấp cao của Tập đoàn Đèo Cả.

## Lịch sử thụ phong quân hàm
- Đại tá
- Thiếu tướng (2013)

## Bị đề nghị kỉ luật
Tại kì họp 30 từ ngày 17 đến ngày 19 tháng 10 năm 2018, Ủy ban Kiểm tra Trung ương Đảng Cộng sản Việt Nam đã đề nghị kỉ luật thiếu tướng Nguyễn Huy Mạ, nguyên Bí thư Đảng ủy, Cục trưởng Cục Hồ sơ nghiệp vụ cảnh sát (C53) vì để xảy ra vi phạm trong Đảng ủy Tổng cục Cảnh sát, chịu trách nhiệm người đứng đầu và trách nhiệm cá nhân trong việc thực hiện nhiệm vụ.

## Qua đời
Ông qua đời vào lúc 22 giờ 40 phút ngày 23 tháng 12 năm 2018 (17 tháng 11 năm Mậu Tuất) tại Hà Nội, hưởng thọ 64 tuổi.

## Khen thưởng
- Huân chương Bảo vệ Tổ quốc hạng nhì[1]
- Huân chương Chiến công hạng Ba[1]
- Huy chương Vì an ninh Tổ quốc[1]
- Huân chương Chiến sĩ vẻ vang hạng nhất, nhì, ba[1]
- Huy hiệu 30 năm tuổi Đảng Cộng sản Việt Nam[1]